# Cylistosoma epilissum
Cylistosoma epilissum är en skalbaggsart som beskrevs av Lewis 1905. Cylistosoma epilissum ingår i släktet Cylistosoma och familjen stumpbaggar. Inga underarter finns listade i Catalogue of Life.